# 岩倉城 (伯耆国)
岩倉城（いわくらじょう）は、鳥取県倉吉市岩倉にあった中世の日本の城（山城）。標高247メートルの岩倉山に所在し、岩倉山城（いわくらやまじょう）とも記される。

## 概要
鎌倉時代に小鴨氏により築城され、同氏歴代の居城と伝わる。小鴨氏は少なくとも平安時代末期にまでさかのぼる一族であり、古代は伯耆国衙の在庁官人を務め、「介」を名乗る家柄であった。鎌倉・室町と代々守護代を務め、室町時代には守護･山名氏の下で重用されたが、山名氏衰退と同時に勢力も衰えていった。
『伯耆民諺記』によると、永禄12年（1569年）に尼子勝久ら尼子再興軍に、天正8年（1580年）には吉川元春に、また同10年（1582年）には吉川元長に攻められ、激戦地となった。
大永4年（1524年）、尼子氏の伯耆国侵攻（大永の五月崩れ）により落城（但し、五月崩れの存在は現在では否定されている）。永禄5年（1562年）、毛利氏を頼った小鴨氏は旧領を回復し、南条氏の家臣団に組み込まれた。その前後に南条宗勝の二男・南条元清が家督を継承したとみられる。
しかし、天正7年（1579年）小鴨元清は実兄の南条元続らと共に毛利氏を離反し、織田氏に帰属。毛利氏は吉川元長を派遣し、圧倒的な軍勢をもって岩倉城に攻撃をしかけたが、南条氏らの協力を得てこれを退けた。しかし、毛利氏の包囲は狭められ、攻撃も一段と激しくなり、天正10年（1582年）9月～10月にかけて落城した。城主・小鴨元清は南条元続らと京都もしくは播州に逃れたとされる。
天正12年（1584年）頃にかけて、所謂京芸和睦により城を回復したと見られるが、その後の詳細は不明である。
慶長5年（1600年）の関ヶ原の戦いで主家の南条氏が西軍に属し、改易されたことにより廃城となった。
中村一忠の米子城時代に廃城となり、城下の人々が米子に移住したところが岩倉町である。
1993年（平成5年）11月に、城跡の山腹での林道敷設工事に先立ち行われた試掘調査では、曲輪と見られる人工平坦面や、土師器や摺鉢片などが検出され、遺構・遺物の残存が確認されている。